# Gymnopapuaia decipiens
Gymnopapuaia decipiens är en tvåvingeart som först beskrevs av Stein 1918.  Gymnopapuaia decipiens ingår i släktet Gymnopapuaia och familjen husflugor. Inga underarter finns listade i Catalogue of Life.